# Megaloproctus harpactorinus
Megaloproctus harpactorinus är en stekelart som först beskrevs av Günther Enderlein 1912.  Megaloproctus harpactorinus ingår i släktet Megaloproctus och familjen bracksteklar. Inga underarter finns listade i Catalogue of Life.